# Resolutie 1532 Veiligheidsraad Verenigde Naties
Resolutie 1532 van de Veiligheidsraad van de Verenigde Naties werd unaniem door de VN-Veiligheidsraad aangenomen op 12 maart 2004. Deze resolutie bevroor de overheidsfondsen die voormalig president
Charles Taylor naar het buitenland had versluisd.

## Achtergrond
Na de hoogtijdagen onder het decennialange bestuur van William Tubman, die in 1971 overleed, greep Samuel Doe de macht. Diens dictatoriale regime ontwrichtte de economie en er ontstonden rebellengroepen tegen zijn bewind, waaronder die van de latere president Charles Taylor. In 1989 leidde de situatie tot een burgeroorlog waarin de president vermoord werd. De oorlog bleef nog doorgaan tot 1996. Bij de verkiezingen in 1997 werd Charles Taylor verkozen en in 1999 ontstond opnieuw een burgeroorlog toen hem vijandige rebellengroepen delen van het land overnamen. Pas in 2003 kwam er een staakt-het-vuren en werden VN-troepen gestuurd. Taylor ging in ballingschap en de regering van zijn opvolger werd al snel vervangen door een overgangsregering. In 2005 volgden opnieuw verkiezingen, waarna Ellen Johnson-Sirleaf de nieuwe president werd.

## Inhoud

### Waarnemingen
De Veiligheidsraad was bezorgd om de handelingen van de voormalige president van Liberia,
Charles Taylor. Die had 's lands natuurlijke rijkdommen
uitgeput, overheidsgeld verduisterd en de overgang naar democratie en de ontwikkeling van de instellingen
ondermijnd. Het naar het buitenland versluizen van fondsen had een negatieve impact op Liberia en de
internationale gemeenschap moest zorgen dat het geld terechtkwam. Intussen had Taylor nog steeds controle
over deze fondsen waarmee hij de vrede en stabiliteit in Liberia kon ondermijnen.

### Handelingen
Daarom werd beslist dat landen waarin zich deze fondsen bevonden moesten voorkomen dat Charles Taylor, zijn
naaste familie — in het bijzonder Jewell Howard Taylor en Charles Taylor jr. — er gebruik van konden maken en
zorgen dat deze onverwijld werden bevroren. Het comité dat was opgericht met
resolutie 1521 moest een lijst opstellen van de betrokken
personen en die verspreiden.

## Verwante resoluties
- Resolutie 1509 Veiligheidsraad Verenigde Naties (2003)
- Resolutie 1521 Veiligheidsraad Verenigde Naties (2003)
- Resolutie 1549 Veiligheidsraad Verenigde Naties
- Resolutie 1561 Veiligheidsraad Verenigde Naties

Lijst ·  1522 ·  1523 ·  1524 ·  1525 ·  1526 ·  1527 ·  1528 ·  1529 ·  1530 ·  1531 ·  1532 ·  1533 ·  1534 ·  1535 ·  1536 ·  1537 ·  1538 ·  1539 ·  1540 ·  1541 ·  1542 ·  1543 ·  1544 ·  1545 ·  1546 ·  1547 ·  1548 ·  1549 ·  1550 ·  1551 ·  1552 ·  1553 ·  1554 ·  1555 ·  1556 ·  1557 ·  1558 ·  1559 ·  1560 ·  1561 ·  1562 ·  1563 ·  1564 ·  1565 ·  1566 ·  1567 ·  1568 ·  1569 ·  1570 ·  1571 ·  1572 ·  1573 ·  1574 ·  1575 ·  1576 ·  1577 ·  1578 ·  1579 ·  1580